# 九州大学ラグビー部
九州大学ラグビー部（きゅうしゅうだいがくらぐびーぶ、Kyushu Univ Rugby Football Club）は、九州学生ラグビーフットボールリーグに所属する九州大学のラグビー部。略称は九大（きゅうだい）。1925年に創部以来九州学生リーグの強豪チームだったが、1998年度に2部リーグに降格すると、2000年度には3部リーグにまで降格した。その頃は部員数も少なく、部の存続すら危ぶまれる状況であったが、そこから着実に力を盛り返して行き、2004年度に1部リーグに復帰すると、往年の実力を取り戻し、現在では1部リーグの常連校となりつつある。

## タイトル
- 全国地区対抗大学ラグビーフットボール大会 : 0回　（出場2回）

## 主な在籍選手
- 中俣浪漫（主将、PR / 長崎北高
- 田代一馬（副将、SH / 東筑高）
- 辛島大貴（FWリーダー / 兵庫高）
- 池田僚輔（BKリーダー、CTB / 清真学園高）

## 元選手
- 潟山英清（元京葉ガス社長）